# Médaille du jubilé d'or d'Élisabeth II
La Médaille du jubilé d'or d'Élisabeth II est une médaille commémorative frappée en 2002 au Canada pour célébrer le jubilé d'or d'Élisabeth II, fêter le 50e anniversaire de l’accession au trône de la reine Élisabeth II qui est, par ailleurs, chef de l'État du Canada. Cette médaille est décernée aux Canadiens et Canadiennes qui ont contribué de façon exceptionnelle et exemplaire à leur communauté ou au pays.
La médaille reconnaît tant les réalisations de personnes qui, au cours de ces 50 dernières années, ont aidé à créer le Canada d’aujourd’hui, que les réalisations de Canadiens plus jeunes qui contribuent activement au futur du pays.
Afin de s’assurer que toutes les régions du Canada sont représentées, diverses organisations ont été invitées à proposer des candidats, notamment les gouvernements fédéral et provinciaux, et les administrations locales, les ordres professionnels, les établissements d’enseignement et les institutions culturelles, les Forces armées canadiennes, la Gendarmerie royale du Canada, les groupes d’anciens combattants, les associations sportives et les organismes philanthropiques et de bienfaisance.